# Askiz (wieś)
Askiz (ros. Аскиз) – wieś w Rosji, w Chakasji, ośrodek administracyjny rejonu askiskiego. W 2010 liczyła 7267 mieszkańców.